# Limnades
En la mitología griega las ninfas de las lagunas (del griego λίμνη «lago, laguna, estanque») son denominadas como limnades (Λιμνάδες), limnátides (Λιμνάτιδες, en dórico) o limnétides (Λιμνητίδες). Son un tipo de náyades y sólo son mencionadas por Teócrito:  
«No, no por estas ninfas de la laguna (limnades), así ellas me sean benignas y propicias, que no te hurtó la siringa Comatas».
Hesíodo dice que las oceánides «guardan por todas partes la tierra y las profundidades de las lagunas».  También se dice que el río Océano fue padre de los lagos: «las limnai [‘lagos’], hijas líquidas de Océano».
En traducciones antiguas el teónimo limáquides (Λειμακίδες) se refería a otro sinónimo de limneas (ninfas de las lagunas) pero posteriormente se usó para denominar a las ninfas de los pantanos.
Nunca se citan a las ninfas limnades de manera individual. Aun así algunos ejemplos de ninfas de los lagos son:
- Salmacis (Σαλμακίς), ninfa de un arroyo o lago ubicado en la actual Bodrum (Turquía).[5]
- Las Astáquides (αἱ Ἀστακίδες), esto es, ninfas de Ástaco.[6][7]
- Bolbe (Βόλβη), una heroína epónima del lago Bolbe. Por el contexto parece ser una ninfa de los lagos. Hijo de Heracles y Bolbe fue Olinto.[8]
- Tritónide (Τριτονίς), ninfa del lago homónimo de agua salada en Libia, e hija de Tritón; fue la madre de Nasamón y de Cafauro Con Anfítemis[9] y, según una versión del mito, también de Atenea con Poseidón.[10]

A pesar de la grafía de su nombre la ninfa Limnea (Λιμναία), hija del río Ganges, fue la madre de Atis, pero era una ninfa vinculada a un río, no a una laguna.